# Dendronephthya utinomii
Dendronephthya utinomii är en korallart som beskrevs av Tixier-Durivault och Prevor 1959. Dendronephthya utinomii ingår i släktet Dendronephthya och familjen Nephtheidae. Inga underarter finns listade i Catalogue of Life.